# Allana Slater
Allana Slater (Perth, Australia, 3 de abril de 1984) es una gimnasta artística australiana, medallista de bronce mundial en 2003 en el concurso por equipos.

## Carrera deportiva
En el Mundial celebrado en Anaheim (Estados Unidos) en 2003 gana el bronce en la competición por equipos, tras Estados Unidos y Rumania, siendo sus compañeras de equipo: Monette Russo, Belinda Archer, Jacqui Dunn, Stephanie Moorhouse y Danielle Kelly.